# بوتیمار کوچک استرالیایی
بوتیمار کوچک استرالیایی (نام علمی: Ixobrychus dubius) نام یک گونه از سرده غمخورک‌ها است.